# De regionalisme i valentinicultura
De regionalisme i valentinicultura és el nom d'un discurs pronunciat el 7 de desembre de 1902 per Faustí Barberà en l'associació valencianista Lo Rat Penat. Este text, que va ser publicat en 1910 en una edició comentada pel mateix autor, és considerat com el treball que dona naixement al valencianisme polític.
En el discurs, el doctor Barberà reivindicava els trets culturals del poble valencià, l'autogovern per al País Valencià, i l'ensenyament i un major ús social del valencià, alhora que denunciava el sistema polític sorgit de la Restauració borbònica.
Per les seues distincions entre estat i nació, i les crítiques a l'apoliticisme de Lo Rat Penat, que serien més dures en l'edició comentada de 1910 que no en el discurs original, es considera que este és el discurs fundacional del valencianisme polític.